# Alojz Kormúth
Alojz Kormúth (* 5. Juli 1926; † 11. Juli 2015) war ein tschechoslowakischer Diskuswerfer.
Bei den Leichtathletik-Europameisterschaften 1950 in Brüssel wurde er Sechster.
1950 und 1952 wurde er Tschechoslowakischer Meister. Seine persönliche Bestleistung von 50,31 m stellte er am 1. August 1957 in Bratislava auf.